# Zemljopis Indije
Zemljopis Indije ekstremno je raznolik s krajolikom koji se proteže od snijegom pokrivenih planinskih lanaca do pustinja, nizina, brežuljaka i visoravni. Klima se kreće od ekvatorijalne na krajnjem jugu do klime tundre na himalajskim visinama. Indija obuhvaća većinu Indijskog potkontinenta i ima obalu dugu preko 7.000 km od koje većina leži na poluotoku koji je isturen u Indijski ocean. Indija graniči na zapadu s Arapskim morem, a na istoku s Bengalskim zaljevom.
Plodna indogangeska nizina zauzima većinu sjeverne, srednje i istočne Indije, dok visoravan Dekan zauzima većinu južne Indije. Na zapadu zemlje nalazi se pustinja Thar, koja se sastoji od mješovite stjenovite i pješčane pustinje, dok indijske istočne i sjeveroistočne granice čini visoki himalajski lanac. Najviša točka u Indiji je sporna zbog teritorijalnog spora s Pakistanom. Prema indijskoj tvrdnji najviša je točka (smještena u spornom teritoriju Kašmira) K2 na visini od 8.611 m. Najviša točka na neospornom indijskom teritoriju je Kangchenjunga na 8.598 m.
Indija graniči s Pakistanom, Narodnom Republikom Kinom, Bangladešom, Mianmarom, Nepalom, Butanom i Afganistanom. Šri Lanka i Maldivi su otočne države južno od Indije. Zemlja je podijeljena na 28 država, šest federalnih administrativnih saveznih teritorija i Teritorij nacionalnog glavnog grada. Političke podjele općenito slijede lingvističke i etničke granice umjesto geografskih prijelaza.

## Položaj i veličina
Indija leži sjeverno od ekvatora između 8° 4' i 37° 6' sjeverne geografske širine i 68° 7' i 97° 25' istočne geografske dužine. Po veličini je sedma najveća zemlja na svijetu s ukupnom površinom od 3,287.263 km². Udaljenost od sjevera do juga iznosi 3.214 km, a od istoka do zapada 2.933 km. Indija ima kopnenu granicu dugu 15.200 km i obalnu crtu od 7.516,5 km. Andamanski i Nikobarski otoci u Bengalskom zaljevu i Lakshadweep u Arapskom moru također su dijelovi Indije.
Indija je omeđena Arapskim morem na jugozapadu i Bengalskim zaljevom na jugoistoku. Na sjeveru, sjeveroistoku i sjeverozapadu nalaze se Himalaje. Kanyakumari tvori južni vrh indijskog poluotoka koji se sužava prije završetka u Indijskom oceanu.
Više informacija: Krajnje točke Indije

## Politička geografija
Indija je podijeljena na 28 država (koje su dalje podijeljene na distrikte), šest saveznih teritorija i Teritorij nacionalnog glavnog grada Delhi. Države imaju vlastite izabrane vlade, dok saveznim teritorijima upravljaju administratori koje postavlja savezna vlada.
Države:
| 1. Andhra Pradesh 2. Arunachal Pradesh 3. Assam 4. Bihar 5. Chhattisgarh 6. Goa 7. Gujarat 8. Haryana 9. Himachal Pradesh 10. Jammu i Kashmir 11. Jharkhand 12. Karnataka 13. Kerala 14. Madhya Pradesh | 1. Maharashtra 2. Manipur 3. Meghalaya 4. Mizoram 5. Nagaland 6. Orissa 7. Punjab 8. Rajasthan 9. Sikkim 10. Tamil Nadu 11. Tripura 12. Uttaranchal 13. Uttar Pradesh 14. Zapadni Bengal |  |

Savezni teritoriji 
1. Andamanski i Nikobarski otoci
2. Chandigarh
3. Dadra i Nagar Haveli
4. Daman i Diu
5. Lakshadweep
6. Pondicherry
7. Teritorij nacionalnog glavnog grada Delhi

Indija polaže pravo na državu Jammu i Kashmir, ali to osporavaju Pakistan i Kina, koji upravljaju dijelovima teritorija. Kina polaže pravo na državu Arunachal Pradesh, koja se nalazi pod upravom Indije.

## Zemljopisne regije
Indija se dijeli na sedam zemljopisnih regija. One su
1. Sjeverne planine koje uključuju Himalaje i sjeveroistočne planinske lance.
2. Indogangeska ravan
3. Pustinja Thar
4. Središnja pobrđa i visoravan Dekan
5. Istočna obala
6. Zapadna obala
7. Granična mora i otoci

## Planine
Veliki luk planina, sastavljen od lanaca Himalaja, Hindukuša i Patkaija, definira indijski potkontinent. Te su planine oblikovane tektonskim sudarima indijske i euroazijske ploče koji su započeli prije otprilike 50 milijuna godina i traju i danas. Ovi su planinski lanci dom nekima od najviših planina na svijetu, te osiguravaju prirodnu prepreku protiv hladnih polarnih vjetrova. Oni također omogućuju monsune koji pokreću klimu u Indiji. Brojne rijeke koje izviru u tim planinama osiguravaju vodu za plodnu indogangesku ravan. Biogeografi označavaju te planine granicom između dviju velikih zemljinih ekozona: umjerenog Paleoarktika koji prekriva većinu Euroazije, te tropske i suptropske Indomalajske ekozone koja uključuje indijski potkontinent i prostire se na Jugoistočnu Aziju i Indoneziju. U povijesti su navedeni lanci služili kao prepreka osvajačima.
Indija ima nekoliko većih planinskih lanaca čiji se vrhovi nalaze iznad 1.000 m. Himalaje su jedini planinski lanci koji imaju snijegom prekrivene vrhove. Ti lanci su:
1. Aravalli
2. Istočni Gati
3. Himalaje
4. Patkai
5. Vindhyas
6. Sahyadri ili Zapadni Gati
7. Satpuras

Himalajski planinski lanac najviši je planinski lanac na svijetu. On formira indijsku sjeveroistočnu granicu koja je odvaja od ostatka Azije. Himalaje su jedan od najmlađih planinskih lanaca na svijetu, koji se prostiru gotovo neprekinuto na udaljenosti od 2.500 km i prekrivaju površinu od 500.000 km².
Himalaje se protežu od države Jammu i Kashmir na zapadu do države Arunachal Pradesh na istoku. Te države uz Himachal Pradesh, Uttaranchal i Sikkim leže uglavnom u himalajskoj regiji. Neki od himalajskih vrhova prelaze visinu od 7.000 m, a snježna granica se proteže između 6.000 m u Sikkimu do oko 3.000 m u Kashmiru. Kanchenjunga, koja se nalazi u Sikkimu, najviša je točka na indijskome teritoriju (neosporno). Većina vrhunaca u Himalajama ostaje snijegom prikovana tijekom čitave godine.
Shiwalik ili niža Himalaja se sastoji od manjih brda prema indijskoj strani. Većina stjenovitih formacija je mlada i visoko nestabilna, pa je tijekom kišne sezone klizanje terena redovita pojava. Mnoge indijske brdske stanice smještene su na tom lancu. Klima varira od suptropske u podnožju planina do tundre na višim visinama planinskih lanaca.
Planine koje se nalaze na istočnoj indijskoj granici s Mianmarom nazivaju se Patkai ili Purvanchal. One su stvorene istim tektonskim procesima koji su uzrokovali formiranje Himalaje. Postoje tri brdska lanca koji spadaju pod Patkai: Patkai-Bum, Garo-Khasi-Jaintia i Lushai brda. Lanac Garo-Khasi se nalazi u indijskoj državi Meghalaya. Klima se proteže od umjerene do alpske ovisno o visini. Na privjetrinskoj strani ovih brda nalazi se Cherrapunji, najvlažnije mjesto na Zemlji koje prima najvišu godišnju količinu padalina.
Lanac Vindhya  prolazi kroz većinu središnje Indije i pokriva udaljenost od 1.050 km. Prosječna visina tih brda je 300 m. Vjeruje se da su se formirali od ostataka koji su nastali trošenjem stare planine Aravalli. Vindhya odvaja geografski sjevernu Indiju od južne Indije. Zapadni kraj lanca leži u istočnom Gujaratu blizu granice s državom Madhya Pradesh, dok se ostatak proteže na istok i sjever skoro do rijeke Ganges kod Mirzapura.
Satpura je lanac brda koji se nalazi u središnjoj Indiji. Započinje u istočnom Gujaratu blizu obale Arapskog mora, zatim ide istočno kroz Maharashtru, Madhyju Pradesh te završava u državi Chhattisgarh. Prostire se na udaljenosti od 900 km, a mnogi se vrhunci izdižu iznad 1000 m. Uglatog je oblika, pa mu se tjeme nalazi kod Ratnapurija, a dvije su strane paralelne s rijekama Tapti i Narmadom. Usporedno se kreće s lancem Vindhya, koji leži na sjeveru pa ta dva lanca u smjeru istok-zapad dijele indogangesku ravan na sjeveru i visoravan Dekan na jugu Indije. Narmada teče kroz depresiju između lanaca Satpura i Vindhya, preuzima vode sa sjevernog nagiba lanca Satpura i teče na zapad prema Arapskom moru.
Aravalli je najstariji planinski lanac u Indiji koji se proteže od sjeveroistoka do jugozapada preko Rajasthana u zapadnoj Indiji. Dugačak je približno 500 km. Sjeverni kraj lanca se nastavlja u Haryanu u obliku izoliranih brda i stjenovitih hrptova, a završava blizu Delhija. Najviši vrh čini Mount Abu koji se uzdiže na 1.722 m te leži blizu jugozapadnog završetka lanca blizu granice s Gujaratom. Grad Ajmer sa svojim jezerom leži na južnoj padini lanca u Rajasthanu. Lanac Aravalli je erodirani ostatak starog naboranog planinskog sustava koji je nekoć bio prekriven snijegom. Lanac se uzdigao u prekambrijskom događaju nazvanom Aravalli-Delhi orogeneza. Aravalli spaja dva stara segmenta koji sačinjavaju indijski kraton: segment Marwar na sjeverozapadu lanca i segment Bundelkhand na njegovu jugoistoku.
Zapadni Gati ili planine Sahyadri prolaze duž zapadnog kraja indijske visoravni Dekan koju odvajaju od uske obalne ravnice duž Arapskog mora. Lanac započinje južno od rijeke Tapti blizu granice Gujarata i Maharashtre te se kreće približno 1.600 km kroz države Maharashtru, Gou, Karnataku, Keralu i Tamil Naduu gotovo do južnog vrška indijskog poluotoka. Prosječna visina iznosi oko 1.000 m, a najviši se vrhunci nalaze u južnom dijelu lanca u Maharashtri. Dva najpoznatija vrha koji leže u Zapadnim Gatima su Kalsubai 1.646 m i Mahabaleshwar 1.438 m.
Istočni Gati su diskontinuirani lanac planina kojega erodiraju i odsijecaju četiri glavne rijeke južne Indije: Godavari, Mahanadi, Krišna i Kaveri. Ti se planinski lanci šire od Zapadnog Bengala na sjeveru zatim kroz Orissu i Andhra Pradesh sve do Tamil Nadua na jugu. Oni idu paralelno s Bengalskim zaljevom te nisu visoki kao Zapadni Gati, iako neki vrhovi prelaze 1000 m visine.
Istočni i Zapadni Gati se susreću kod čvora Nilgiri u Tamil Naduu. Anai Mudi u brdima Cardamom na 2.695 m visine najviši je vrh u Zapadnim Gatima, a nalazi se u Kerali. Nilgiri se smatraju dijelom Zapadnih Gata.

### Indogangeska ravan
Indogangeske ravnice su velike naplavne ravnice riječnih sustava Inda i Ganges-Brahmaputre. One se protežu usporedno s planinama Himalaje od Jammua i Kashmira na zapadu do Assama na istoku. Prostor naplavnih ravnica sačinjavaju države Punjab, Haryana, istočni Rajasthan, Uttar Pradesh, Bihar, Jharkhand i Zapadni Bengal. Indogangeska ravan zauzima površinu od 700.000 km², a širina se kroz čitavu dužinu razlikuje za nekoliko stotina kilometara. Glavne rijeke koje oblikuju dio tog sustava su Ganga (Ganges) i Ind s pritocima Beas, Yamuna, Gomti, Ravi, Chambal, Sutlej i Chenab.
Indogangeski pojas je najopsežniji prostor neprekinutog aluvija na svijetu, koji je oblikovan depozicijom (odlaganjem) nanosa brojnih rijeka. Ravnice su nizinske i većinom bez šuma što ih čini pogodnima za navodnjavanje kroz brojne kanale. Područje također obiluje podzemnim izvorima vode.
Ravnice su jedna od najintenzivnijih poljoprivrednih područja na svijetu. Usjevi uzgojeni na indogangeskoj ravnici prvenstveno su riža i pšenica, koje se uzgajaju u rotaciji. Ostali usjevi uključuju kukuruz, šećernu trsku i pamuk. Poznate također kao Velike ravnice, indogangeske se ravnice nalaze među najgušće naseljenim područjima na svijetu.

### Pustinja Thar
Pustinja Thar (također poznata pod imenom Velika indijska pustinja), vruća pustinja koja oblikuje značajan dio zapadne Indije. Prostire se kroz četiri države u Indiji - Punjab, Haryanu, Rajasthan i Gujarat, te pokriva površinu od 208.110 km². Pustinja se nastavlja u Pakistanu gdje se naziva pustinja Cholistan. Većina pustinje Thar nalazi se u Rajasthanu gdje pokriva 61 posto njegove zemljopisne površine. Pustinja je većinom stjenovita, dok je njezin mali dio na krajnjem zapadu pjeskovit.
Podrijetlo pustinje Thar je nesigurno. Neki geolozi smatraju da je pustinja stara od 4.000 do 10.000 godina, dok ostali tvrde da je aridnost u ovoj regiji započela mnogo ranije. Područje karakteriziraju ekstremne temperature koje ljeti prelaze 45 °C, a zimi se spuštaju ispod točke smrzavanja. Padaline su nepredvidljive i nepravilne, te se kreću od ispod 120 mm na krajnjem zapadu do 375 mm prema istoku. Nedostatak padalina je uglavnom posljedica jedinstvenog položaja pustinje u odnosu na lanac Aravalli. Pustinja leži u području kišne sjene koju stvara grana jugozapadnog monsuna iz Bengalskog zaljeva. Paralelna narav lanca s granom iz Arapskog mora također znači da pustinja ne prima puno padalina.
Pustinja se može podijeliti u dvije regije, Veliku i Malu pustinju. Velika se pustinja proteže sjeverno od kraja regije Rann of Kutch u Gujaratu. Mala pustinja se prostire od rijeke Luni između gradova Jodhpura i Jaisalmera sve do sjevernih područja. Tla u aridnoj regiji općenito imaju pjeskovitu do pjeskovito-ilovastu teksturu. Postojanost i dubina se razlikuju prema topografskim obilježjima. Nisko položena ilovasta tla su teža i mogu imati čvrstu koru od gline, kalcijeva karbonata ili gipsa. Zbog slabe gustoće naseljenosti učinak stanovništva na okoliš je manji u usporedbi s ostatkom Indije.

### Pobrđa
Središnje je pobrđe sastavljeno od triju glavnih visoravni - visoravan Malwa na zapadu, visoravan Dekan na jugu (prekriva većinu indijskog poluotoka) i visoravan Chota Nagpur u Jharkhandu prema istoku.
Visoravan Dekan je velika trostranična visoravan omeđena Vindhyama na sjeveru te Istočnim i Zapadnim Gatima s obiju strana. Dekan zauzima ukupnu površinu od 1,9 milijuna km². Uglavnom je zaravnjen s visinama koje se protežu od 300 do 600 m.
Ime Dekan dolazi iz sanskrtske riječi dakshina što znači "jug". Visoravan se blago naginje od zapada prema istoku i pruža uspon za nekoliko poluotočnih rijeka poput Godavarija, Krišne, Kaverija i Narmade. Regija je u klimatskom smislu većinom stepska jer leži na zavjetrinskoj strani oba Gata. Velik dio Dekana prekriva trnovito grmlje raštrkano s malim regijama bjelogorične širokolisne šume. Klimu obilježavaju vruća ljeta i blage zime.
Visoravan Chota Nagpur se nalazi u istočnoj Indiji, te zauzima velik dio države Jharkhand kao i susjedne dijelove Orisse, Bihara i Chhattisgarha. Ukupna površina visoravni Chota Nagpur iznosi približno 65.000 km². Visoravan je sastavljena od triju manjih visoravni Ranchija, Hazaribagha i Kodarme. Visoravan Ranchi je najveća visoravan s prosječnom visinom od 700 m. Velik dio visoravni je pošumljen i prekriven suhim bjelogoričnim šumama Chote Nagpura. Visoravan je poznata po svojim ogromnim rezervama ruda i ugljena.
Poluotok Kathiawar u Gujaratu je uz Veliki indijski poluotok još jedan velik poluotok u Indiji.

### Istočna obala
Istočna obalna ravan je širok prostor zemlje koji leži između Istočnih Gata i Bengalskog zaljeva. Prostire se od Tamil Nadua na jugu do Zapadnog Bengala na sjeveru. Delte mnogih indijskih rijeka oblikuju velik dio tih ravnica. Rijeke koje teku ovim područjem su Mahanadi, Godavari, Kaveri i Krišna. Regija jednako prima kišu od sjeveroistočnog i jugozapadnog monsuna, pa godišnji prosjek padalina iznosi između 1000 i 3000 mm. Širina ravnica varira između 100 i 130 km.
Ravnice su podijeljene u sedam regija: delta Mahanadija, južna ravan Andhre Pradesh, delte Krishne i Godavarija, obala Kanyakumari, obala Coromandel i pjeskoviti litoral.

### Zapadna obala
Zapadna obalna ravan je uzak pojas zemlje uklještene između Zapadnih Gata i Arapskog mora. Pojas započinje u Gujaratu na sjeveru i prostire se kroz države Maharashtru, Gou, Karnataku i Keralu. Ravnice su uske te se protežu od 50 do 100 km u širinu.
Malene rijeke i brojne bare poplavljuju regiju. Rijeke koje izviru u Zapadnim Gatima imaju brzi tok i većinom su trajne. Priroda brzih riječnih tokova rezultira u formiranju estuarija umjesto delta. Veće rijeke koje utječu u more su Tapi, Narmada, Mandovi i Zuari.
Obala se dijeli u tri regije. Sjeverna regija Maharashtra i Goa poznata je kao obala Konkan, središnja regija Karnataka poznata je kao obala Kanara, a južna obalna crta u Kerali poznata je kao obala Malabar. Vegetacija je u regiji većinom listopadna. Obala Malabar ima svoju vlastitu jedinstvenu ekoregiju poznatu kao vlažne šume obale Malabar.

### Otoci
Indija ima dva veća priobalna otočna posjeda: otoci Lakshadweep te Andamanski i Nikobarski otoci. Obje otočne grupe nalaze se pod upravom Savezne vlade Indije kao Savezni teritoriji.
Otoci Lakshadweep leže u Arapskom moru 200 do 300 km podalje od obale Kerale. Sastoje se od dvanaest koraljnih atola, tri koraljna grebena i pet obala. Deset otoka je naseljeno.
Andamanski i nikobarski otočni lanac leži u Bengalskom zaljevu blizu mianmarske obale. Smješten je 950 km od Kolkate (Calcutte) i 193 km od rta Negrais u Mianmaru. Teritorij se sastoji od dvije otočne grupe, Andamanskih i Nikobarskih otoka. Andamanski otoci sastoje se od 204 otoka čija ukupna duljina iznosi 352 km. Nikobarski otoci leže južno od Andamana i sastoje se od dvadeset dva otoka ukupne površine 1.841 km². Najviša točka je Mount Thullier na 642 m nadmorske visine. Indira point, najjužnija indijska točka smještena na Nikobarskim otocima, leži samo 189 km od indonezijskog otoka Sumatre na jugoistoku.
Značajni otoci koji se nalaze podalje od indijske obale uključuju Diu, bivšu portugalsku eksklavu; Majuli, najveći azijski slatkovodni otok; otok Salcette, najnaseljeniji indijski otok na kojem se nalazi grad Mumbai (Bombay); Elephanta u bombajskoj luci; te barijerni otok Sriharikota u Andhri Pradeshu.

## Rijeke
Sve glavne rijeke Indije izviru iz jedne od triju glavnih razvodnica. One su:
1. Lanci Himalaja i Karakorum
2. Lanac Vindhya i Satpura u središnjoj Indiji
3. Sahyadri ili Zapadni Gati u zapadnoj Indiji

Mreže himalajskih rijeka imaju snježni režim i stalan tok kroz čitavu godinu. Ostale dvije mreže ovise o monsunima te se tijekom sušne sezone smanjuju u potočiće.
Dvanaest se indijskih rijeka klasificiraju kao glavne, a ukupna površina njihova slijeva prelazi 2,528.000 km².
Himalajske ili sjeverne rijeke koje teku zapadno u Pakistan su Ind, Beas, Chenab, Ravi, Sutlej i Jhelum.
Sustav Ganga-Brahmaputra-Meghana ima najveće slijevno područje koje zauzima 1,100.000 km². Rijeka Ganga izvire na ledenjaku Gangotri u Uttaranchalu. Ona teče u jugoistočnim smjeru prema Bangladešu. Rijeke Yamuna i Gomti također nastaju u Zapadnim Himalajama, te se u ravnicama spajaju s rijekom Gangom. Brahmaputra, druga pritoka Gange, izvire u Tibetu, a u Indiju ulazi u najistočnijoj državi Arunachal Pradesh. Njen se tok nastavlja prema zapadu sve do Bangladeša u kojemu se spaja s Gangom. 
Chambal, druga pritoka Gange, izvire iz razvodnice Vindhya-Satpura i teče dalje prema istoku. Rijeke koje teku zapadno od svojih razvodnica su rijeke Narmada (također nazvana Nerbudda) i Tapti (također pisano Tapi), koje otječu u Arapsko more u državi Gujarat. Riječna mreža koja teče od istoka prema zapadu čini 10 posto ukupnog protoka.
Zapadni Gati tvore izvorište svih dekanskih rijeka. U veće rijeke na Dekanu spadaju rijeke Mahanadi, Godavari, Krišnu i Kaveri (također pisano Cauvery), koje sve utječu u Bengalski zaljev. Ove rijeke čine 20 posto ukupnog indijskog protoka.

## Vode
Glavni zaljevi uključuju zaljev Cambay, zaljev Kutch i zaljev Mannar. Važni prolazi su Palkov prolaz koji odvaja Indiju od Šri Lanke, Desetstupanjski kanal koji odvaja Andamane od Nikobarskih otoka, te Osamstupanjski kanal koji odvaja Lakadive i Amindivske otoke od otoka Minicoyja na jugu. Važni rtovi uključuju rt Comorin, južni vršak indijskog kopna, Indira point, najjužnija lokacija Indije, Ramin most i Point Calimere.
U manja mora spadaju Lakadivsko i Andamansko more. U Indiji postoje četiri koraljna grebena koja se nalaze u Andamanskim i Nikobarskim otocima, Mannarskom zaljevu, Lakshadweepu i zaljevu Kutch.
Važna su jezera Chilka jezero, najveće indijsko slano jezero u Orissi; Kolleru jezero u Andhri Pradeshu; Loktak jezero u Manipuru, Dal jezero u Kashmiru, Sambhar jezero u Rajahstanu i Sasthamkotta jezero u Kerali.

## Močvare
Indijski močvarni ekosustav široko je razdijeljen od hladnog do aridnog, od onih u regiji Ladakh u državi Jammu i Kashmir do onih u vlažnoj i humidnoj klimi poluotoka Indije. Većina močvara je izravno ili neizravno povezano s indijskim riječnim mrežama. Indijska vlada je identificirala ukupno 22 močvare predviđene za zaštitu. Među zaštićenim močvarnim zemljištima nalaze se tropske šume mangrove na poluotočnoj Indiji te slane blatne visoravni u zapadnoj Indiji.
Šume mangrove se pojavljuju duž čitave indijske obale u zaklonjenim estuarijima, dragama, žabokrečinama, slanim barama i blatnim visoravnima. Površina mangrova iznosi ukupno 6740 km² i obuhvaća 7 posto ukupnog mangrovskog pokrivača na svijetu. Velike pokrivače mangrova imaju Andamanski i Nikobarski otoci, Sundarbani, zaljev Kutch, delte Mahanadija, Godavarija i Krišne, te dijelovi Maharashtre, Karnatake i Kerale.
Većina identificiranih močvarnih zemljišta graniči sa svetištima i nacionalnim parkovima (ili čine njihove dijelove), pa su stoga zaštićeni.

### Sundarbani
Delta Sundarbana predstavlja najveću šumu mangrove na svijetu. Smještena je na ušću rijeke Ganges i prostire se preko površina Bangladeša i Zapadnog Bengala u Indiji. Bangladeški i indijski dijelovi džungle upisani su u listu svjetske baštine UNESCO-a zasebno pod imenom Sundarbans i Nacionalni park Sundarbani, iako su to dijelovi iste šume. Sundarbani su ispresijecani složenom mrežom plimnih vodenih putova, blatnih visoravni i malenih otoka kserofilnih šuma mangrove, te predstavljaju izvrstan primjer tekućih ekoloških procesa.
Područje je poznato po svojem širokom rasponu faune. Najslavniji primjerak faune je bengalski tigar, ali osim njega tu žive brojne vrste ptica, točkastog jelena, krokodilâ i zmija. Procjenjuje se da ondje trenutno obitava 400 bengalskih tigrova i oko 30.000 točkastih jelena.

### Rann of Kutch
Rann of Kutch je močvarna regija smještena u indijskoj državi Gujarat, koja graniči s pakistanskom državom Sindh. Ime Rann dolazi iz hindi riječi ran što znači "slana močvara." Rann of Kutch zauzima ukupnu površinu od 27 900 km2</sup>.
Regija je prvotno činila dio Arapskog mora. Geološke sile, najvjerojatnije potresi, uzrokovali su pregrađivanje regije, pretvorivši je u veliku slanovodnu lagunu. Ovo se područje postupno napunilo muljem koji je stvorio sezonsku slanu močvaru. Tijekom monsuna područje se pretvara u močvarni plićak čija visina doseže do koljena. Nakon monsuna regija se isušuje i postaje opržena.

## Klima
Indijska se klima nalazi pod jakim utjecajem Himalaja i pustinje Thar. Himalaje, uz planine Hindukuša, osiguravaju prepreku hladnim vjetrovima iz središnje Azije. To čini veći dio indijskog potkontinenta toplijim od većine lokacija na sličnim geografskim širinama. Pustinja Thar je odgovorna za privlačenje vlagom krcatih monsunskih vjetrova koji osiguravaju većinu indijskih padalina.
Teško je generalizirati klimu Indije. Njena ogromna veličina uvjetuje da su klimatski uvjeti u Kashmiru malo povezani s onima na krajnjem jugu. Štoviše, različita topografija zemlje uzrokuje da malene regije imaju vlastitu mikroklimu. Klima se u Indiji proteže od tropske na jugu do umjerene klime na sjeveru. Dijelovi Indije na Himalajama imaju polarnu klimu.
Meteorolozi dijele godinu u većini zemlje na četiri glavna godišnja doba: monsun, ljeto, zima i povlačenje monsuna. Dijelovi Indije koji leže u himalajskoj regiji prolaze kroz pet godišnjih doba: proljeće, ljeto, monsuni, jesen i zima. Ravnomjerno padanje snijega pojavljuje se samo na uzvišenim dijelovima.
Ljeto traje između ožujka i lipnja u većini dijelova Indije. Temperature tijekom dana prelaze 40 °C. U obalnim regijama temperatura prelazi 30 °C, a povezana je s visokim razinama humidnosti. U području pustinje Thar temperature mogu prelaziti 45 °C.
Nakon ljeta slijede kiše koje donosi jugozapadni monsun, a koje osiguravaju padaline za većinu Indije. Kišonosne oblake privlači sustav niskog tlaka koje stvara pustinja Thar. Službeni datum dolaska monsuna je 1. lipnja kada monsun prelazi obalu Kerale. Jugozapadni se monsun razdvaja u dvije grane, granu iz Bengalskog zaljeva i granu iz Arapskog mora. Grana iz Bengalskog zaljeva kreće se prema sjeveru i prelazi sjeveroistočnu Indiju u ranom lipnju. Ona dalje napreduje prema istoku i do 29. lipnja prelazi Delhi. Grana iz Arapskog mora kreće se prema sjeveru i većinu svoje kiše odlaže na privjetrinskoj strani Zapadnih Gata. Od početka srpnja većina Indije prima kišu iz monsuna.
Monsuni se od kolovoza započinju povlačiti iz sjeverne Indije, a od rujna iz Kerale. Taj kratki period nakon povlačenja poznat je kao povlačenje monsuna i karakterizira ga postojano vrijeme. Od studenog u sjevernim područjima započinje pojavljivanje zime.
Zime započinju u sjevernoj Indiji u studenome, a u južnoj Indiji u kasnom prosincu. Zime na Indijskom poluotoku karakteriziraju blagi do topli dani i prohladne noći. Dalje prema sjeveru temperatura je niža. Temperature u nekim dijelovima indijskih ravni ponekad padaju ispod ledišta. Većina se sjeverne Indije tijekom ove sezone nalazi pod maglom.
Najviša temperatura zabilježena u Indiji iznosila je 50,6 °C, a izmjerena je u Alwaru 1955. godine. Najniža je izmjerena u Kashmiru, a iznosila je −45 °C. Nedavne tvrdnje govore da je temperatura u Orissi dosegla 55 °C, ali Indijski meteorološki odsjek je izrazio skeptičnost prema metodi zabilježavanja tog podatka.
Više informacija: Klimatske regije Indije

## Geologija
Indija ima raznoliku geologiju koja obuhvaća čitav spektar geoloških vremenskih razdoblja. Geološka se obilježja Indije klasificiraju na temelju njihove ere formiranja.
Iz prekambrijskog perioda potječu formacije sustava Cudappah i Vindhya, koji su rašireni preko istočnih i sjevernih država. Maleni dio tog razdoblja se prostire preko zapadne i središnje Indije.
Formacije iz paleozojske ere kambrija, ordovicija, silura i devona pronađene su u regiji Zapadnih Himalaja u Kashmiru i Himachal Pradeshu.
Iz mezozojske ere potječu formacije Dekanskih stupica koje se nalaze nad većinom sjevernog Dekana. Geolozi vjeruju da su Dekanske stupice posljedica subaeralne vulkanske aktivnosti. Tlo Stupice je crne boje, pa je pogodno za poljoprivredu. Karbonski, permski, trijaski i jurski sustavi mogu se vidjeti u zapadnim Himalajama. Jurski sustav je također viđen u Rajasthanu.
Obilježja iz tercijarnog razdoblja se nalaze u dijelovima Manipura, Nagalanda, dijelovima Arunachala Pradesha i duž himalajskog pojasa. Kredski sustav je zastupljen u središnjoj Indiji u Vindhyama i dijelu indogangeskih ravni. Gondvanski sustav se također može vidjeti u području rijeke Narmade u Vindhyama i Satpurama. Eocenski sustav je pronađen u zapadnim Himalajama i Assamu. Oligocenske su formacije zastupljene u Kutchu i Assamu.
Pleistocenski sustav je pronađen nad središnjom Indijom. Bogat je mineralima poput lignita, željezne rude, mangana i aluminija. Vjeruje se da su u toj eri vulkani formirali otočne grupe Andamana i Nikobara.
Himalaje su rezultat konvergencije i deformacije indoaustralske i euroazijske ploče. Posljedica njihove neprekidne konvergencije je uzdizanje Himalaja svake godine za 1 cm.

## Prirodne katastrofe
Indija je sklona prirodnim katastrofama koje su odgovorne za ogromne gubitke života i blagostanja. Prirodne katastrofe u Indiji uključuju suše, iznenadne poplave, kao i raširene i destruktivne poplave uzrokovane monsunskim kišama, te nekoliko ciklona i potresa.
Poplave su najuobičajenija prirodna katastrofa u Indiji. Tijekom monsunske sezone padaline uzrokuju izljevanje rijeka iz svojih korita, koje onda poplavljuju svoje obale i okolna područja. Rijeka Brahmaputra je sklona neprestanom poplavljivanju tijekom sezone monsuna. Poplave su odgovorne za brojne smrti i gubitak imovine u mnogim dijelovima Indije. Gotovo je čitava Indija sklona poplavama s iznimkom nekoliko država.
Indijska poljoprivreda jako ovisi o monsunima kao izvorima vode. U nekim dijelovima Indije izostanak monsuna rezultira u oskudici vode u regijama što uzrokuje ogromne gubitke usjeva. Regije sklone sušama uključuju južnu Maharashtru, sjevernu Karnataku, Andhru Pradesh, Orissu, Gujarat i Rajasthan. U prošlosti je izostanak monsuna doveo do gladi koje su uzrokovale veliku štetu.
Tektonske ploče ispod Zemljine površine odgovorne su za godišnje potrese duž himalajskog pojasa i u sjeveroistočnoj Indiji. Ova regija je klasificirana kao zona V, što znači da predstavlja područje vrlo velikog rizika. Dijelovi zapadne Indije oko regije Kutch u Gujaratu i Koyne u Maharashtri klasificirani su kao regija zone IV (visoki rizik). Ostala područja imaju srednji do niski rizik za pojavljivanje potresa.
Cikloni su druga prirodna katastrofa koja pogađa na tisuće ljudi koje žive u obalnim regijama. Cikloni su ozbiljni i donose sa sobom obilne kiše koje odsijecaju opskrbu i pomoć pogođenim područjima. Snažan potres u Indijskom oceanu 26. prosinca 2004. godine uzrokovao je tsunami koji je opustošio Andamanske i Nikobarske otoke, te istočnu indijsku obalu, a u njemu je poginulo preko deset tisuća ljudi. Do tada se smatralo da Indija ima neznatnu aktivnost povezanu s tsunamijima, iako postoji povijesni anegdotalni dokaz njegova pojavljivanja u prošlosti.
Indija ima jedan aktivni vulkan koji se nalazi na otoku Barren. Zadnji put je erumpirao u svibnju 2005. Ondje je također i uspavani vulkan Narcondum i blatni vulkan kod Baratanga. Svi se navedeni vulkani nalaze na Andamanskim otocima.
Klizanje terena uobičajeno je u Donjoj Himalaji zahvaljujući labilnim stjenovitim formacijama koje su karakteristične za mlade planine. Dijelovi Zapadnih Gata također pate od klizanja terena niskog intenziteta. Lavine se javljaju u Kashmiru, Himachal Pradeshu i Sikkimu.
Tijekom ljetnih mjeseci pješčane oluje uzrokuju nesagledive imovinske štete u sjevernoj Indiji. Te oluje donose sa sobom velike količine prašine iz aridnih regija. Tuče su uobičajene u dijelovima Indije gdje uzrokuju ozbiljne štete stajaćim usjevima.

## Prirodna bogatstva
Indija je obiluje raznim prirodnim bogatstvima. Uz 56 posto obradive zemlje Indija ima značajne izvore ugljena (četvrte najveće rezerve na svijetu), željezne rude, mangana, tinjca, boksita, titanijeve rude, kromita, prirodnog plina, dijamanata, nafte, vapnenca, torija (najviše na svijetu duž obala Kerale).
Nafta je otkrivena blizu obala Maharashtre i Gujarata te u Assamu, ali pokriva samo 40 posto indijske potražnje. Otkrivaju se sve veće količine prirodnog plina, posebice podalje od obale Andhre Pradesh. U Andhri Pradesh se također iskopava uranij, dok je najznačajniji rudnik zlata Kolar Gold Fields u Karnatki.

## Međunarodni sporazumi
Indija je članica nekoliko međunarodnih sporazuma povezanih s okolišem i klimom, a najvažniji među njima su:
| Sporazumi i ugovori           | Sporazumi i ugovori                                                                               |
| ----------------------------- | ------------------------------------------------------------------------------------------------- |
| Specifične regije i mora      | sporazum o Antarktici, Pomorsko pravo, brodsko zagađivanje (MARPOL 73/78), kitolov                |
| Atmosfera i klima             | klimatske promjene, Protokol iz Kyota, zaštita ozonskog omotača, zabrana nuklearnog testiranja    |
| Bioraznolikost, okoliš i šume | dezertifikacija, ugrožene vrste, modifikacije okoliša, tropsko drvo 83 i tropsko drvo 94, močvare |
| Otpad                         | opasni otpadi                                                                                     |
| Rijeke                        | Sporazum o vodama Inda                                                                            |

## Više informacija
- Krajnje točke Indije
- Geologija Indije
- Klima Indije
- Ekoregije Indije
- Nacionalni parkovi Indije
- Regije Indije
- Indijski potkontinent